# Epigomphus gibberosus
Epigomphus gibberosus – gatunek ważki z rodziny gadziogłówkowatych (Gomphidae).